# Pintor de Baltimore

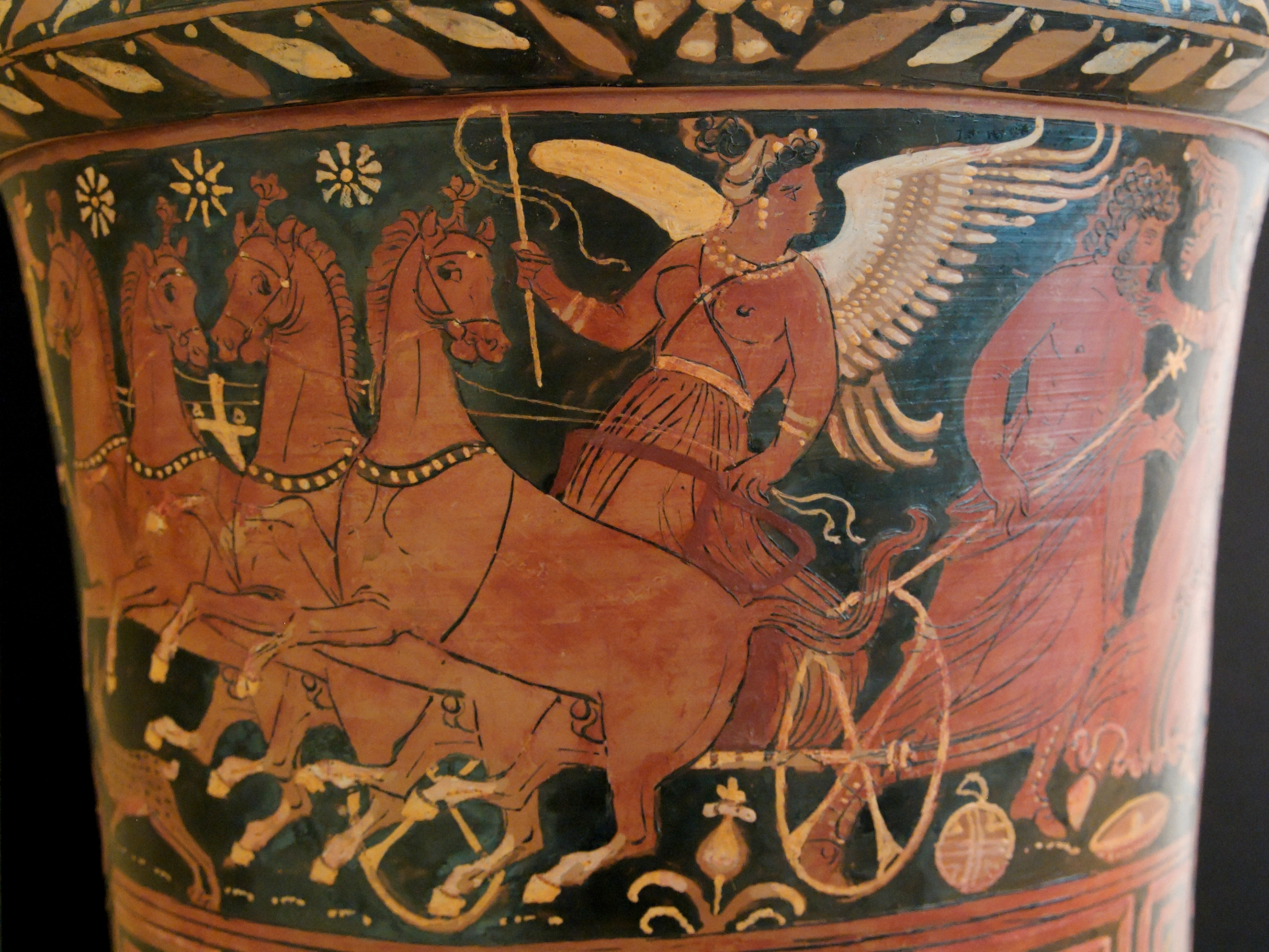
Hades secuestrando a Perséfone. Lutróforo atribuido al taller del Pintor de Baltimore (330-320 a. C.).

El Pintor de Baltimore fue un pintor griego de vasos de Apulia. Arthur Dale Trendall situó su periodo de actividad entre el 330 y el 310 a. C.

## Obras
El Pintor de Baltimore es uno de los maestros por excelencia de la pintura de cerámica apulia. Debe su nombre a un vaso epónimo conservado en el Museo Walters de Baltimore. Sus primeras obras estaban fuertemente influenciadas por la del Pintor de la pátera. Decoró sobre todo recipientes grandes: cráteras de volutas, ánforas, lutróforos e hidrias. Sus temas preferidos son las escenas funerarias (con un naiskos en primer plano, una estela y cortinas, generalmente amarillo-naranja, en el fondo), las escenas mitológicas y dionisíacas con motivos de erotes, las escenas nupciales y de gineceos. Es probable que estableciera sus talleres en Canosa.
Desde el punto de vista estilístico, y especialmente en lo que respecta a la elección de los temas figurativos y el medio pictórico, existen muchas analogías con el Pintor del Inframundo; pero el Pintor de Baltimore se distingue por su profusa ornamentación. Se han identificado varios artistas en el entorno del pintor, como el Pintor de Stoke-on-Trent, que sin duda colaboró con él, a no ser que fueran la misma persona. En su estudio se formaron los pintores del Grupo de sakkos blancos, el Pintor de Sansón, el Grupo de Stuttgart y el Grupo de Kántharos.